# Тассіло фон Гейдебранд унд дер Лаза
Тассіло фон Гейдебранд унд дер Лаза (частіше барон фон дер Лаза, нім. Tassilo von Heydebrand und der Lasa; 17 жовтня 1818, Берлін — 27 липня 1899, Шторхнест поблизу Лісса біля Познані) — німецький шахіст.

## Біографія
Вивчав право в Берліні та Бонні. Був на прусській дипломатичній службі у Швеції, Данії, Бразилії тощо. 1864 року пішов у відставку.
Більшу частину життя барон фон дер Лаза присвятив шахам. Був фактичним співавтором найвизначнішої книги з теорії шахів XIX століття — «Керівництва з шахів» (нім. Handbuch des Schachspiels, 1843) Пауля Рудольфа фон Більгера. Він завершив роботу над нею після смерті Більгера й випустив її (без зазначення свого імені) та підготував п'ять наступних перевидань. Під час своїх численних подорожей (включаючи навколосвітню в 1887–1888 рр.) фон дер Лаза зібрав унікальну шахову бібліотеку й випустив у 1896 році її каталог. 1897 року вийшла підсумкова праця фон дер Лази з історії та теорії шахів — «Дослідження з шахової історії та літератури» (нім. Zur Geschichte u. Literatur des Schachspiels, Forschungen); через рік шахова федерація Німеччини обрала його своїм першим почесним членом.
Як шахіст-практик фон дер Лаза не залишив такого помітного сліду, бувши переважно зайнятий підготовкою та організацією турнірів, а не участю в них. Однак у неофіційних партіях успішно грав проти найвизначніших майстрів середини XIX століття: Адольфа Андерсена, Говарда Стаунтона та ін.